# NGC 6579
NGC 6579 ist eine Galaxie vom Hubble-Typ S im Sternbild Herkules am Nordsternhimmel. Sie ist schätzungsweise 230 Millionen Lichtjahre von der Milchstraße entfernt und hat einen Durchmesser von etwa 25.000 Lichtjahren. Gemeinsam mit NGC 6580 bildet sie das (optische) Galaxienpaar Holm 775.
Im selben Himmelsareal befinden sich u. a. die Galaxien NGC 6571, NGC 6576, NGC 6577, NGC 6586.
Das Objekt wurde am 7. August 1864 von Albert Marth entdeckt.